# Locomotiva FS 185
Le locomotive gruppo 185 sono state un gruppo di macchine a vapore con tender di rodiggio 0-3-0 che le Ferrovie dello Stato acquisirono, dopo il 1905, in seguito al riscatto della Rete Adriatica presso la quale erano immatricolate come gruppo 310.

## Storia
Le locomotive, in numero complessivo di 40 unità, vennero costruite per conto della Società italiana per le strade ferrate meridionali inizialmente dalla Parent & Schaken di Parigi (una decina di unità tra 1865 e 1867) e successivamente dalle Officine di Pietrarsa di Napoli tra 1867 e 1872. Le macchine vennero dal 1885 catalogate, come RA 310, tra quelle della Rete Adriatica dove svolsero principalmente servizio merci. In seguito alla statizzazione, dal 1905 in poi passarono nel parco delle Ferrovie dello Stato e costituirono prima il gruppo 210 e successivamente al riordino del 1906/1907 il gruppo 185. Al 31 dicembre 1914 ne risultavano immatricolate ancora 19 unità. Vennero radiate negli anni venti.

## Caratteristiche tecniche
La locomotiva, concepita essenzialmente per servizio merci, fu costruita con il rodiggio 0-3-0, con ruote da 1.280 mm di diametro, a vapore saturo, a 2 cilindri esterni, a semplice espansione.
La caldaia che equipaggiava le unità era lunga 6.645 mm e conteneva un volume d'acqua (misurata a 10 cm sopra il cielo del forno) di 3,7 m³ e un volume di vapore di 1,8 m³; la sua pressione di taratura era di 9 bar. Il vapore asciutto orario prodotto era di 4.760 m³.
Il forno, delle dimensioni di 1.290 x 1.057 mm, era alto in media 1.425 mm sul piano della graticola della superficie di 1,35 m².
Il numero di tubi bollitori era di 198, di diametro 50/45 mm con lunghezza tra le piastre estreme, di 4.250 mm. La superficie di riscaldamento tubiera era di 119,18; la superficie di riscaldamento estesa sulla volta del forno era di 7,4 m². In totale quindi 126,58 m².
Le prestazioni della macchina permettevano alle unità uno sforzo di trazione massimo di 7.560 kg e continuo (alla velocità di 30 km/h) di 3.840 kg; le locomotive sviluppavano una forza di spunto alla partenza di 4.890 kg.
Il motore delle locomotive 170 era costituito da 2 cilindri esterni del diametro di 450 mm che facevano una corsa di 650 mm; il vapore era addotto mediante cassetti piani azionati da un meccanismo della distribuzione sistema Stephenson. La velocità raggiunta era di 50 km/h.
Le locomotive, che pesavano in assetto di servizio 34,2 t, erano dotate solo delle apparecchiature del freno a controvapore mentre avevano il freno a mano agente sulle ruote del tender accoppiato a due assi della massa totale di 19,7 t; la capacità di acqua era di 6,5 m³ e quella di carbone di 3 t.